# Simon Gabriel Suckow
Simon Gabriel Suckow (* 19. März 1721 in Schwerin; † 16. April 1786 in Erlangen) war ein deutscher evangelischer Theologe und Hochschullehrer.

## Leben
Simon Gabriel Suckow war der Sohn des Pastors am Schweriner Dom (Johann) Daniel Suckow († 1726). Sein Bruder war der Naturforscher und Hochschullehrer Lorenz Johann Daniel Suckow.
Suckow immatrikulierte sich am 16. Mai 1737 an der Universität Rostock und studierte dort, sowie an der Universität Jena, Philosophie und Theologie. Nach dem Studium begleitete er seinen Landsmann Joachim Ehrenfried Pfeiffer an die Universität Erlangen, der dorthin berufen worden war, um den Einweihungsfeierlichkeiten beizuwohnen. Während seines Aufenthaltes erwarb er die Magisterwürde und hielt theologische Vorlesungen, jedoch nicht mit der Absicht in Erlangen zu bleiben, vielmehr wollte er nach Jena zurückzukehren. Die Vorlesungen, die er als Wolffianer hielt, wurden jedoch mit so großem Beifall aufgenommen, dass er an der Universität Erlangen blieb. 1745 erfolgte seine Ernennung zum außerordentlichen und 1752 zum ordentlichen Professor der Philosophie. 1765 übernahm er dann auch die Professur für Mathematik und Physik, trat dafür aber 1770 die Professur der Logik und Metaphysik ab.
Simon Gabriel Suckow stand in einem intensiven Briefwechsel mit Immanuel Kant.
Den Ruf an die Universität Marburg sowie an die Universität St. Petersburg als Generaldechiffreur, schlug er jeweils aus. Als er dem Ruf der Universität Jena folgen wollte, erhielt er den Charakter eines Geheimen Hofrates mit einer Gehaltszulage.
In der Zeit von 1753 bis 1770 war er fünfmal Prorektor an der Universität Erlangen.

## Schüler
- Johann Georg Heinrich Feder (1740–1821), Philosoph.[3]

## Auszeichnungen
Simon Gabriel Suckow wurde zum Geheimen Hofrat ernannt.

## Schriften (Auswahl)
- Dissertationis de moralitate cvriositatis et epoches: prima initia cvm adnexis qvibusdam materiis. Erlangae, Becker 1744.
- Spicilegivm Animadversionvm Logico-Metaphysicarvm In Nonnvlla Ex Praecipvis Recentiorum Argvmentis, Qvibus Trito Illi, Qvod Svfficientem Rebvs Et Cvr Sint Rationem Adsignat Principio Svmmam Conciliatvm Evnt Vniversalitatem: pvblico examini svbiiciet. Erlangae, Becker 1745.
- Nachricht von der Kosmologie eines gewissen Engländers Thomas de Albiis. Erlanger Abhandlung 1746.
- Panegyricam Orationem Serenissimo Principi ac Domino Domino Friderico Marggravio Brandenburgico Et Serenissimae Principi Ac Dominae Dominae Sophiae Carolinae Duci Brunsvicensi et Luneburgensi Ob Connubium Augustum D. X. Sept. MDCCLIX Academiae Fridericianae Prorector Simon Gabriel Succovius Philosophiae Et Matheseos Professor Publ. Ord. Civibus Academicis indicit. Erlangae, Camerarius 1759.